# Potamodytes antennatus
Potamodytes antennatus is een keversoort uit de familie beekkevers (Elmidae). De wetenschappelijke naam van de soort werd in 1882 gepubliceerd door Dohrn.